# National Rifle Association of America
National Rifle Association of America (NRA) este o organizație de lobbying care militează pentru dreptul de a deține și purta arme în Statele Unite ale Americii. Înființată în 1871 cu scopul de a pregăti trupele armatei, NRA a devenit în perioada contemporană o cunoscută asociație de lobby. Aceasta publică o suită de reviste și sponsorizează competiții de tir. Conform conducerii, organizația avea în decembrie 2018 aproape 5 milioane de membri, numărul nu a fost însă confirmat.
NRA este unul dintre cele mai influente grupuri de lobby din politica SUA. Institutul NRA pentru Acțiune Legislativă (NRA-ILA) este departamentul său de lobby care gestionează comisia sa de acțiune politică⁠(d), Political Victory Fund (PVF). De-a lungul istoriei sale, organizația a influențat legislația, a inițiat sau participat la procese, respectiv a susținut sau respins diferiți candidați la nivel local, statal sau federal. Printre cazurile notabile în care NRA-ILA s-a implicat se află Firearm Owners Protection Act⁠(d) (în română Legea privind protecția proprietarilor de arme de foc)  - prin care se reduce numărul restricțiilor promulgate prin Legea privind controlul armelor din 1968⁠(d) - și amendamentul Dickey⁠(d) - care împiedică Centrul pentru Prevenirea și Controlul Bolilor (CDC) din a utiliza fonduri federale cu scopul de a milita pentru limitarea dreptului de a deține și purta arme de foc⁠(d).
Începând din anii 1970, NRA a fost puternic criticată de grupurile care susțin limitarea dreptului de a deține arme, de grupuri care militează pentru acest drept, de comentatori politici și politicieni. Organizația a devenit ținta criticilor după ce a sugerat angajarea unor agenți de securitate înarmați în școli ca urmare a unor atacuri teroriste precum cele de la liceul Stoneman Douglas și școala elementară Sandy Hook. Pe 6 august 2020, procurorul general al statului New York, Letitia James, a intentat un proces civil împotriva NRA pe motiv de fraudă, infracțiuni financiare, respectiv utilizarea abuzivă a fondurilor de caritate de către unii membrii ai conducerii și a cerut dizolvarea sa. 

## Istorie
La câteva luni după începerea războiului civil în 1861, americanii din Anglia au propus înființarea unei asociații naționale a deținătorilor de arme. Într-o scrisoare trimisă președintelui Abraham Lincoln și publicată în The New York Times, RG Moulton și RB Perry au recomandat fondarea unei organizații asemănătoare cu National Rifle Association⁠(d) din Marea Britanie. Aceștia au sugerat înființarea unui poligon de tragere, posibil într-o bază situată pe Staten Island, iar în cadrul primei competiții de tir organizate să ofere puști Whitworth⁠(d) drept premiu. De asemenea, au propus un comitet provizoriu care să conducă asociația: președintele Lincoln, ministrul de război, ofițeri și alte newyorkezi cunoscuți.
National Rifle Association a fost înființată în statul New York pe 17 noiembrie 1871 de către redactorul revistei Armed Forces Journal⁠(d) William Conant Church⁠(d) și căpitanul George Wood Wingate⁠(d). Pe 26 noiembrie 1871, grupul și-a ales primii ofițeri corporativi. Generalul Ambrose Burnside - care activase ca armurier⁠(d) în Rhode Island - a fost ales președinte⁠(d). După demisia sa pe 1 august 1872, Church a fost preluat conducerea organizației.
Arhivele armatei Uniunii⁠(d) precizează nivelul slab de pregătire al trupelor, moment în care generalul Burnside și-a deplâns recruții: „Din zece soldați care excelează la antrenamente și în mânuirea armelor⁠(d), doar unul înțelege cum să folosească luneta⁠(d) armei sau poate să lovească partea lată a unui hambar”. Generalii au considerat că aceste probleme au apărut din cauza tacticii salvei⁠(d) utilizate de trupele înarmate cu muschete.
Conștient că trupele necesită o pregătire mai bună, Wingate a trimis emisari în Canada, Regatul Unit și Germania să observe programele de antrenament ale armatelor acelor țări. Cu planurile furnizate de Wingate, organul legislativ newyorkez a finanțat construcția unui poligon modern în Creedmoor⁠(d), Long Island pentru competițiile de tir. Poligonul a fost deschis oficial pe 21 iunie 1873.